# 中楼乡
中楼乡是中国福建省福州市平潭县下辖的一个乡。2021年4月，撤销流水镇、中楼乡、芦洋乡，设立君山镇。

## 行政区划
中楼乡下辖以下地区：
中楼村、冠山村、湖山村、昆湖村、大坪村、凤楼村、南楼村、大中村、韩厝村、盐田村和芦南村。